# Dale Hunter
Dale Robert Hunter (* 31. července 1960) je bývalý kanadský hokejista, který hrával v National Hockey League, později působící jako spolumajitel a trenér týmu London Knights v Ontario Hockey League.

## Hráčská kariéra

### Klubová kariéra
Jako junior hrával za Sudbury Wolves v Ontario Major Junior Hockey League. Do NHL byl draftován v roce 1979 z celkově 41. místa týmem Quebec Nordiques. Před sezónou 1987/1988 byl vyměněn do Washington Capitals. Po většinu kariéry si udržoval ustálenou výkonnost a zaznamenával mezi 60 a 80 body v sezóně. Platil za „zlého muže“, hrál tvrdě a často fauloval. V play-off sezóny 1992/1993 v utkání proti New York Islanders hrubě fauloval Pierra Turgeona, za což dostal trest zákazu startu ve 21 utkáních. Je to stále jeden z nejpřísnějších trestů v historii NHL. Mimo kluziště se dle vyjádření svých spoluhráčů a trenérů choval gentlemansky a byl proto v obou klubech oblíbený. Mezi hráči, kteří ve své kariéře zaznamenali alespoň 1000 kanadských bodů, má na svém kontě nejvíce trestných minut. Historicky je s 3565 trestnými minutami v této statistice druhý za Davem „Tigerem“ Williamsem. Na Stanley Cup nedosáhl, nejblíže mu byl v roce 1998, když se s Washington Capitals dostal do finále. Aktivní kariéru ukončil v roce 1999 v Colorado Avalanche.

### Trenérská kariéra
Po skončení aktivní kariéry pracoval jako trenér London Knights, s nimiž v roce 2005 zvítězil v Memorial Cupu. Spolu se svým bratrem jsou také vlastníky klubu.

## Úspěchy a ocenění
Jako hráč
- Finále Stanley Cupu (v sezóně 1997/1998) – s Washington Capitals
- účastník NHL All-Star Game v letech 1997
- jeho číslo #32 bylo ve Washingtonu na jeho počest vyřazeno

Jako trenér
- vítězství v J. Ross Robertson Cup pro nejlepší tým Ontario Hockey League 2005 s London Knights
- vítězství v Memorial Cupu 2005 s London Knights
- Brian Kilrea Coach of the Year Award pro nejlepšího trenéra v Canadian Hockey League – 2004

## Rekordy
- je hráčem, který odehrál nejvíce utkání v play-off, aniž by vybojoval Stanley Cup
- druhý v počtu trestných minut za celou kariéru

## Prvenství
- Debut v NHL - 9. října 1980 (Calgary Flames proti Quebec Nordiques)
- První asistence v NHL - 9. října 1980 (Calgary Flames proti Quebec Nordiques)
- První gól v NHL - 29. října 1980 (Quebec Nordiques proti Vancouver Canucks, kanadskému brankáři Richard Brodeur)
- První hattrick v NHL - 21. října 1981 (Washington Capitals proti Quebec Nordiques)

## Klubové statistiky
| Sezóna         | Klub                | Soutěž         |      | Základní část | Základní část | Základní část | Základní část | Základní část |    | Play off | Play off | Play off | Play off | Play off |
| Sezóna         | Klub                | Soutěž         | Z    | G             | A             | B             | TM            | Z             | G  | A        | B        | TM       |          |          |
| 1977/78        | Kitchener Rangers   | OMJHL          | 68   | 22            | 42            | 64            | 115           | 9             | 1  | 0        | 1        | 32       |          |          |
| 1978/79        | Sudbury Wolves      | OMJHL          | 59   | 42            | 68            | 110           | 188           | 10            | 4  | 12       | 16       | 47       |          |          |
| 1979/80        | Sudbury Wolves      | OMJHL          | 61   | 34            | 51            | 85            | 189           | 9             | 6  | 9        | 15       | 45       |          |          |
| 1980/81        | Quebec Nordiques    | NHL            | 80   | 19            | 44            | 63            | 226           | 5             | 4  | 2        | 6        | 34       |          |          |
| 1981/82        | Quebec Nordiques    | NHL            | 80   | 22            | 50            | 72            | 272           | 16            | 3  | 7        | 10       | 52       |          |          |
| 1982/83        | Quebec Nordiques    | NHL            | 80   | 17            | 46            | 63            | 206           | 4             | 2  | 1        | 3        | 24       |          |          |
| 1983/84        | Quebec Nordiques    | NHL            | 77   | 24            | 55            | 79            | 232           | 9             | 2  | 3        | 5        | 41       |          |          |
| 1984/85        | Quebec Nordiques    | NHL            | 80   | 20            | 52            | 72            | 209           | 17            | 4  | 6        | 10       | 97       |          |          |
| 1985/86        | Quebec Nordiques    | NHL            | 80   | 28            | 42            | 70            | 265           | 3             | 0  | 0        | 0        | 15       |          |          |
| 1986/87        | Quebec Nordiques    | NHL            | 46   | 10            | 29            | 39            | 135           | 13            | 1  | 7        | 8        | 56       |          |          |
| 1987/88        | Washington Capitals | NHL            | 79   | 22            | 37            | 59            | 240           | 14            | 7  | 5        | 12       | 98       |          |          |
| 1988/89        | Washington Capitals | NHL            | 80   | 20            | 37            | 57            | 219           | 6             | 0  | 4        | 4        | 29       |          |          |
| 1989/90        | Washington Capitals | NHL            | 80   | 23            | 39            | 62            | 233           | 15            | 4  | 8        | 12       | 61       |          |          |
| 1990/91        | Washington Capitals | NHL            | 76   | 16            | 30            | 46            | 234           | 11            | 1  | 9        | 10       | 41       |          |          |
| 1991/92        | Washington Capitals | NHL            | 80   | 28            | 50            | 78            | 205           | 7             | 1  | 4        | 5        | 16       |          |          |
| 1992/93        | Washington Capitals | NHL            | 84   | 20            | 59            | 79            | 198           | 6             | 7  | 1        | 8        | 35       |          |          |
| 1993/94        | Washington Capitals | NHL            | 52   | 9             | 29            | 38            | 131           | 7             | 0  | 3        | 3        | 14       |          |          |
| 1994/95        | Washington Capitals | NHL            | 45   | 8             | 15            | 23            | 101           | 7             | 4  | 4        | 8        | 24       |          |          |
| 1995/96        | Washington Capitals | NHL            | 82   | 13            | 24            | 37            | 112           | 6             | 1  | 5        | 6        | 24       |          |          |
| 1996/97        | Washington Capitals | NHL            | 82   | 14            | 32            | 46            | 125           | –             | –  | –        | –        | –        |          |          |
| 1997/98        | Washington Capitals | NHL            | 82   | 8             | 18            | 26            | 103           | 21            | 0  | 4        | 4        | 30       |          |          |
| 1998/99        | Washington Capitals | NHL            | 50   | 0             | 5             | 5             | 102           | –             | –  | –        | –        | –        |          |          |
| 1998/99        | Colorado Avalanche  | NHL            | 12   | 2             | 4             | 6             | 17            | 19            | 1  | 3        | 4        | 38       |          |          |
| Celkem v OMJHL | Celkem v OMJHL      | Celkem v OMJHL | 188  | 98            | 161           | 259           | 492           | 28            | 11 | 21       | 32       | 124      |          |          |
| Celkem v NHL   | Celkem v NHL        | Celkem v NHL   | 1407 | 323           | 697           | 1020          | 3565          | 186           | 42 | 76       | 118      | 729      |          |          |

## Trenérská bilance
| Tým                 | Sezona    | Základní část | Základní část | Základní část | Základní část | Základní část | Základní část | Základní část              | Play-off                              |
| Tým                 | Sezona    | Z             | V             | P             | R             | PP            | Body          | Umístění v divizi          | Výsledek sezony                       |
| ------------------- | --------- | ------------- | ------------- | ------------- | ------------- | ------------- | ------------- | -------------------------- | ------------------------------------- |
| London Knights      | 2001/2002 | 68            | 24            | 27            | 10            | 7             | 65            | 5. v Západní divizi        | Prohra ve druhém kole                 |
| London Knights      | 2002/2003 | 68            | 31            | 27            | 7             | 3             | 72            | 2. ve Středozápadní divizi | Prohra ve druhém kole                 |
| London Knights      | 2003/2004 | 68            | 53            | 11            | 2             | 2             | 110           | 1. ve Středozápadní divizi | Prohra ve třetím kole                 |
| London Knights      | 2004/2005 | 68            | 59            | 7             | 2             | 0             | 120           | 1. ve Středozápadní divizi | Vítěz Memorial Cupu                   |
| London Knights      | 2005/2006 | 68            | 49            | 15            | -             | 4             | 102           | 1. ve Středozápadní divizi | Prohra ve finále                      |
| London Knights      | 2006/2007 | 68            | 50            | 14            | -             | 4             | 104           | 1. ve Středozápadní divizi | Prohra ve třetím kole                 |
| London Knights      | 2007/2008 | 68            | 38            | 24            | -             | 6             | 82            | 2. ve Středozápadní divizi | Prohra v prvním kole                  |
| London Knights      | 2008/2009 | 68            | 49            | 16            | -             | 3             | 101           | 1. ve Středozápadní divizi | Prohra ve třetím kole                 |
| London Knights      | 2009/2010 | 68            | 49            | 16            | -             | 3             | 101           | 1. ve Středozápadní divizi | Prohra ve druhém kole                 |
| London Knights      | 2010/2011 | 68            | 34            | 29            | -             | 5             | 73            | 5. ve Středozápadní divizi | Prohra v prvním kole                  |
| London Knights      | 2011/2012 | 26            | 20            | 5             | -             | 1             | 41            | 1. ve Středozápadní divizi | (odešel do klubu Washington Capitals) |
| Washington Capitals | 2011/2012 |               |               |               |               |               |               |                            |                                       |